# Aguiar (kommun)
Aguiar är en kommun i Brasilien.   Den ligger i delstaten Paraíba, i den östra delen av landet, 1 400 km nordost om huvudstaden Brasília. Antalet invånare är 5 530.
Omgivningarna runt Aguiar är huvudsakligen savann. Runt Aguiar är det ganska glesbefolkat, med 34 invånare per kvadratkilometer.